# Китти Уэллс
Китти Уэллс (англ. Kitty Wells, полное имя —  Эллен Мюриэл Дисон  англ. Ellen Muriel Deason; 30 августа 1919, Нэшвилл — 16 июля 2012, Нэшвилл) — американский музыкант, лауреат премии Грэмми за музыкальные достижения всей жизни (1991). В 1952 году стала первой женщиной, которая со своим хитом «It Wasn’t God Who Made Honky Tonk Angels» возглавила американский кантри хит-парад США..
По данным книги The Top 40 Country Hits крупнейшего знатока американских хит-парадов музыкального историка Джоэля Уилбурна Уэллс является шестой самой успешной певицей за всю историю американских кантри-чартов Billboard, уступая только Долли Партон, Лоретте Линн, Ребе Макинтайр, Тэмми Уайнетт и Tanya Tucker. В 1976 году Китти Уэллс была включена в Музей и Зал славы кантри (Country Music Hall of Fame). В 1991 она стала третьим кантри-музыкантом в истории, после двух «дедушек кантри» Роя Экаффа и Хэнка Уильямса, и восьмой женщиной в истории музыки, получившей Премию Грэмми за жизненные достижения, снискав при жизни имя «Королевы кантри-музыки» (Queen of Country Music).

## Биография
Эллен Мюриэл Дисон родилась 30 августа 1919 года в г. Нэшвилл (штат Теннесси, США). Петь начала ещё в детстве, а игре на гитаре училась у отца. Подростком вместе со своими сестрами они выступали под именем Deason Sisters на местном радио, начиная с 1936 года. В возрасте 18 лет в 1937 году она вышла замуж за краснодеревщика Джонни Райта (13.05.1914 — 27.09.2011), который был частью кантри-дуэта Johnnie & Jack. У них было трое детей: две дочери, Ruby (1939—2009) и Carol Sue и сын, Бобби. Кроме того, у Кэтти было пятеро сестёр и братьев: Jewel, William, Orville, Raymond, и Mae. В 2007 году Кэтти Уэллс и Джонни Райт отметили 70-летний юбилей своей свадьбы, редчайшее достижение для любых супругов и для музыкантов в особенности. Дочь Ruby умерла в 2009 году в возрасте 69 лет, а муж Джонни скончался в 2011 году в возрасте 97 лет.
В 1983 году Уэллс и ее муж открыли музей-студию Family Country Junction в своем родном городе Мэдисон (Теннесси), но в 2000 году перестали управлять им самостоятельно. Их внук Джон Стердивант-младший сохранил студию звукозаписи Junction на ее нынешнем месте, где также находится лейбл Junction Records. Уэллс и ее 63-летний поющий партнёр-муж дали свое последнее совместное шоу 31 декабря 2000 года в театре Nashville Nightlife Theater; они объявили о своем уходе на пенсию ранее в том же году. 
В последний раз Китти выступала на сцене всего за год до своей смерти на "Шоу Марти Стюарта" в 2011 году. В это время Китти уже страдала от серьезных проблем со здоровьем.
Умерла 16 июля 2012 год от инфаркта в Нэшвилле в возрасте 92 лет.

## Награды
- NARAS Governor’s Award for Outstanding Achievement in the Recording Industry (1981)
- Academy of Country Music’s Pioneer Award (1985)
- NARAS Grammy Lifetime Achievement Award (1991)
- The Music City News Living Legend Award (1993)

## Синглы
Всего Кэтти Уэллс записала более 90 синглов, 36 студийных альбомов и 11 сборников. В 1952 году Уэллс записала на фирме Decca Records свой сингл «It Wasn’t God Who Made Honky Tonk Angels», который был своеобразным ответом на хит «The Wild Side of Life» певца Hank Thompson и продержался шесть недель на № 1 в Hot C&W Sides журнала Billboard Magazine. Сингл был продан тиражом в 1 млн экз. и сделал Китти первой женщиной, которой удалось возглавить кантри-чарт в США. До конца десятилетия она оставалась единственной женщиной в радиоэфирных кантри-чартах.
В 1953 году сингл «Paying for That Back Street Affair» достиг #6 в чарте Billboard Hot C&W Sides, также как и 21 сингл вошли в десятку Top Ten singles того же чарта в период между 1953 и 1959 гг. Среди них были дуэт с Red Foley («One by One», 1954), «Making Believe» (1955), «I Can’t Stop Loving You» (1958), «Mommy for a Day» (1959) и «Amigo’s Guitar» (1959). Последняя песня была написана самой Уэллс и позволила ей выиграть BMI Songwriter’s Award.
В 1961 году 3-й сингл Уэллс «Heartbreak U.S.A.» достиг № 1 в кантри-чарте, а одноимённый альбом вышел в конце того же года. В это десятилетие ещё 11 синглов Кэтти вошли в десятку Top Ten.
В 1962 году все три её сингла попали в Top Ten: «Unloved, Unwanted», «Will Your Lawyer Talk to God» и «We Missed You». Последний её крупный хит был в 1966 году «It’s All Over But the Crying», который достиг #14 в Billboard Hot Country Singles. Уэллс продолжала записи на студии Decca до 1975 года, однако большинство её синглов этого периода не попали в кантри-чарт In 1975 she released three singles from her album, Forever Young, however none of them were successful.. В 1979 году она вместе со своим мужем Джонни Райтом создали свой собственный лейбл Rubocca Records, на котором записали сингл «Thank You for the Roses» (1979), достигший #60 в Hot Country Singles и, в итоге, ставшим последним её сольным синглом в чартах.

### 1940-е годы
| Год  | Сингл                               | Альбом |
| ---- | ----------------------------------- | ------ |
| 1949 | «Death at the Bar»                  | -      |
| 1949 | «Don’t for the Last Minute to Pray» | -      |

### 1950-е годы
| 1950                                     | «Make Up Your Mind»                        | —  | —  | non-album singles             |
| 1950                                     | «How Far Is Heaven»                        | —  | —  | non-album singles             |
| 1952                                     | «Glory Land March»                         | —  | —  | non-album singles             |
| 1952                                     | «It Wasn't God Who Made Honky Tonk Angels» | 1  | 27 | Country Hit Parade            |
| 1952                                     | «A Wedding Ring Ago»                       | —  | —  | The Kitty Wells Story         |
| 1953                                     | «Things That Might Have Been»              | —  | 22 | Country Hit Parade            |
| 1953                                     | «Paying for That Back Street Affair»       | 6  | —  | Country Hit Parade            |
| 1953                                     | «Honky Tonk Waltz»                         | —  | —  | Country Heart                 |
| 1953                                     | «I Don’t Claim to Be an Angel»             | —  | —  | Country Hit Parade            |
| 1953                                     | «Hey Joe»                                  | 8  | —  | Kitty Wells' Golden Favorites |
| 1953                                     | «Cheatin’s a Sin»                          | 9  | —  | Country Hit Parade            |
| 1954                                     | «Release Me»                               | 8  | —  | Country Hit Parade            |
| 1954                                     | «You’re Not So Easy to Forget»             | —  | —  | After Dark                    |
| 1954                                     | «Thou Shalt Not Steal»                     | 14 | —  | Kitty Wells                   |
| 1955                                     | «Making Believe»                           | 2  | —  | Country Hit Parade            |
| 1955                                     | «There’s Poison in Your Heart»             | 9  | —  | Country Hit Parade            |
| 1955                                     | «The Lonely Side of Town»                  | 7  | —  | After Dark                    |
| 1956                                     | «How Far Is Heaven» (with Carol Sue)       | 11 | —  | Singing on Sunday             |
| 1956                                     | «Searching (For Someone Like You)»         | 3  | —  | Kitty Wells' Golden Favorites |
| 1956                                     | «Repenting»                                | 6  | —  | Kitty Wells' Golden Favorites |
| 1957                                     | «Three Ways (To Love You)»                 | 7  | —  | Kitty Wells' Golden Favorites |
| 1957                                     | «(I’ll Always Be Your) Fraulein»           | 10 | —  | Kitty Wells' Golden Favorites |
| 1958                                     | «I Can't Stop Loving You»                  | 3  | —  | Kitty Wells' Golden Favorites |
| 1958                                     | «Jealousy»                                 | 7  | 78 | Kitty Wells' Golden Favorites |
| 1958                                     | «Touch and Go Heart»                       | 15 | —  | The Lonely Side of Town       |
| 1959                                     | «Mommy for a Day»                          | 5  | —  | Kitty Wells' Golden Favorites |
| 1959                                     | «Your Wild Life’s Gonna Get You Down»      | 12 | —  | After Dark                    |
| 1959                                     | «Amigo’s Guitar»                           | 5  | —  | Seasons of My Heart           |
| «—» denotes releases that did not chart. |                                            |    |    |                               |

### 1960-е годы
| 1960                                     | «Left to Right»                                 | 5  | —  | Kitty Wells' Golden Favorites  |
| 1960                                     | «Carmel by the Sea»                             | 16 | —  | non-album single               |
| 1961                                     | «The Other Cheek»                               | 19 | —  | The Kitty Wells Story          |
| 1961                                     | «Heartbreak U.S.A.»                             | 1  | —  | Heartbreak U.S.A.              |
| 1961                                     | «Day Into Night»                                | 10 | —  | non-album single               |
| 1962                                     | «Unloved, Unwanted»                             | 5  | —  | Especially for You             |
| 1962                                     | «Will Your Lawyer Talk to God»                  | 8  | —  | Especially for You             |
| 1962                                     | «We Missed You»                                 | 7  | —  | Especially for You             |
| 1963                                     | «Cold and Lonely (Is the Forecast for Tonight)» | 13 | —  | Especially for You             |
| 1963                                     | «A Heartache for Keepsake»                      | 29 | —  | Kitty Wells                    |
| 1964                                     | «This White Circle on My Finger»                | 7  | —  | Country Music Time             |
| 1964                                     | «Password»                                      | 4  | —  | Country Music Time             |
| 1964                                     | «I’ll Repossess My Heart»                       | 8  | —  | Burning Memories               |
| 1965                                     | «You Don’t Hear»                                | 4  | —  | Burning Memories               |
| 1965                                     | «Meanwhile, Down at Joe’s»                      | 9  | —  | Country All the Way            |
| 1965                                     | «A Woman Half My Age»                           | 15 | —  | Country All the Way            |
| 1966                                     | «It’s All Over But the Crying»                  | 14 | —  | A Woman Never Forgets          |
| 1966                                     | «A Woman Never Forgets»                         | 52 | —  | Country All the Way            |
| 1967                                     | «Love Makes the World Go Around»                | 34 | —  | Love Makes the World Go Around |
| 1967                                     | «Queen of the Honky Tonk Street»                | 28 | —  | Queen of the Honky Tonk Street |
| 1968                                     | «My Big Truck Drivin' Man»                      | 35 | 23 | Kitty Wells Showcase           |
| 1968                                     | «Gypsy King»                                    | 52 | 17 | The Cream of Country Hits      |
| 1968                                     | «Happiness Hill»                                | 47 | 10 | Guilty Street                  |
| 1969                                     | «Guilty Street»                                 | 61 | —  | Guilty Street                  |
| 1969                                     | «Just a Cheap Affair»                           | —  | —  | Bouquet of Country Hits        |
| 1969                                     | «White Christmas»                               | —  | —  | Christmas Day                  |
| «—» denotes releases that did not chart. |                                                 |    |    |                                |

### 1970-е годы
| 1970                                     | «I Don’t See What I Saw»                  | —  | —  | I Sing 'em Country                 |
| 1970                                     | «Your Love Is the Way»                    | 71 | —  | Your Love Is the Way               |
| 1970                                     | «That Ain’t a Woman’s Way»                | —  | —  | They’re Stepping All Over My Heart |
| 1971                                     | «They’re Stepping All Over My Heart»      | 72 | —  | They’re Stepping All Over My Heart |
| 1971                                     | «Pledging My Love»                        | 49 | 19 | Pledging My Love                   |
| 1971                                     | «Reno Airport, Nashville»                 | —  | —  | Sincerely, Kitty Wells             |
| 1972                                     | «Sincerely»                               | 72 | —  | Sincerely, Kitty Wells             |
| 1972                                     | «Love Is the Answer»                      | —  | —  | Sincerely, Kitty Wells             |
| 1972                                     | «I’ve Got Yesterday»                      | —  | —  | I’ve Got Yesterday                 |
| 1972                                     | «Full Grown Man»                          | —  | —  | Yours Truly                        |
| 1973                                     | «Easily Persuaded»                        | —  | —  | Yours Truly                        |
| 1973                                     | «Mississippi Misses Us»                   | —  | —  | non-album single                   |
| 1974                                     | «Forever Young»                           | —  | —  | Forever Young                      |
| 1974                                     | «Too Much Love Between Us»                | —  | —  | Forever Young                      |
| 1974                                     | «I've Been Loving You Too Long»           | —  | —  | Forever Young                      |
| 1975                                     | «Anybody Out There Wanna Be a Daddy»      | 94 | —  | non-album singles                  |
| 1975                                     | «Nickel Bar Candy»                        | —  | —  | non-album singles                  |
| 1979                                     | «Thank You for the Roses»                 | 75 | —  | Hall of Fame, Vol. I               |
| 1979                                     | «The Wild Side of Life» (with R. Anthony) | 60 | —  | non-album single                   |
| «—» denotes releases that did not chart. |                                           |    |    |                                    |

### 1980-е годы
| Год  | Сингл                       | Альбом                |
| ---- | --------------------------- | --------------------- |
| 1980 | «Old Milwaukee’s Talking»   | non-album single      |
| 1981 | «I’ll Hold You in My Heart» | Hall of Fame, Vol. II |

### Другие совместные синглы
| 1954                                     | «One By One»                             | Red Foley      | 1  | — | Kitty Wells' and Red Foley’s Golden Favorites |
| 1954                                     | «As Long as I Live»                      | Red Foley      | 3  | — | Kitty Wells' and Red Foley’s Golden Favorites |
| 1955                                     | «You and Me»                             | Red Foley      | 3  | — | Kitty Wells' and Red Foley’s Golden Favorites |
| 1957                                     | «Oh, So Many Years»                      | Webb Pierce    | 8  | — | non-album singles                             |
| 1957                                     | «One Week Later»                         | Webb Pierce    | 12 | — | non-album singles                             |
| 1960                                     | «I Can’t Tell My Heart That»             | Roy Drusky     | 26 | — | non-album singles                             |
| 1964                                     | «Finally»                                | Webb Pierce    | 9  | 2 | non-album singles                             |
| 1967                                     | «Happiness Means You»                    | Red Foley      | 43 | — | Together Again                                |
| 1968                                     | «Living as Strangers»                    | Red Foley      | 63 | — | Together Again                                |
| 1968                                     | «We’ll Stick Together»                   | Johnnie Wright | 54 | — | We’ll Stick Together                          |
| 1968                                     | «Have I Told You Lately That I Love You» | Red Foley      | 74 | — | Together Again                                |
| «—» denotes releases that did not chart. |                                          |                |    |   |                                               |